# Demokršćanska stranka (Urugvaj)
Demokršćanska urugvajska stranka (špa. Partido Demócrata Cristiano) je politička stranka demokršćanske orijentacije i kršćanske ljevice sa sjedištem u Montevideu. Ta ljevičarska stranka osnovana je 1962. godine s ciljem promicanja kršćanskih vrijednosti u urugvajskom društvu načelima ljevice i liberalne demokracije. U koalciji je s vodećom urugvajskom ljevičarskom strankom Širokim frontom i Progresivnim savezom.

### Stranački program
Stranka se u svom programu i ideologiji zalaže za:
- potpunu zabranu pobačaja i poštovanje ljudskoga života
- zajedništvo i jedinstvo s ostalim strankama i pokretima u Urugvaju
- ekologiju i zaštitu prirode, te racionalnu potrošnju energenata
- poštovanje i zaštitu nacionalnih manjina, ali i za ograničavanje njihove umiješanosti u nacionalna pitanja
- davanje podrške volonterskom sektoru
- veću kontrolu države nad stranim tvrtkama i ulagačima

## Vanjske poveznice
- (šp.) pdcuruguay.uy - službene stranice stranke